# 76-мм пушка образца 1900 года

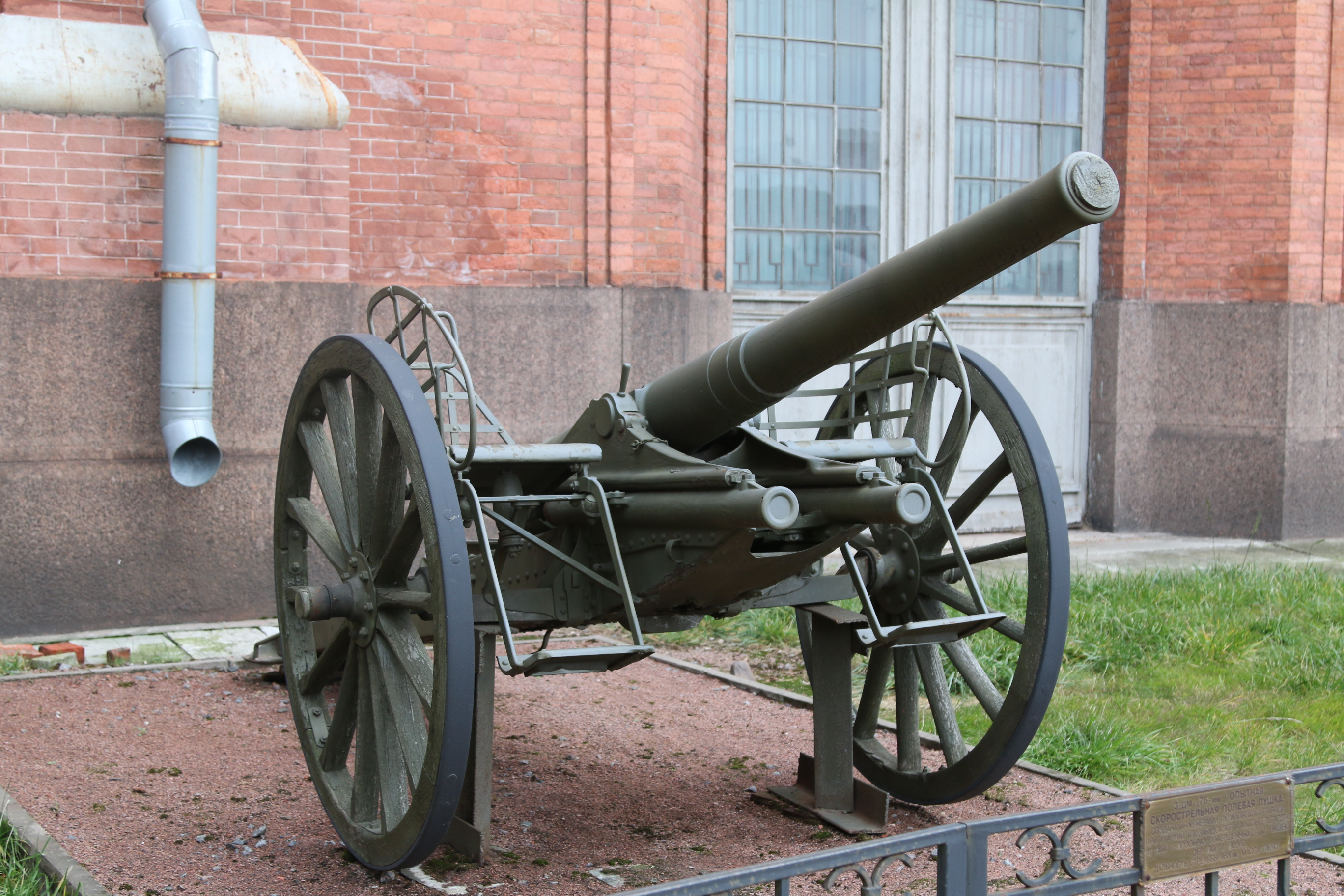
Экспериментальный вариант Путиловского завода 1898 года, сохранившийся в музее артиллерии, инженерных войск и войск связи.

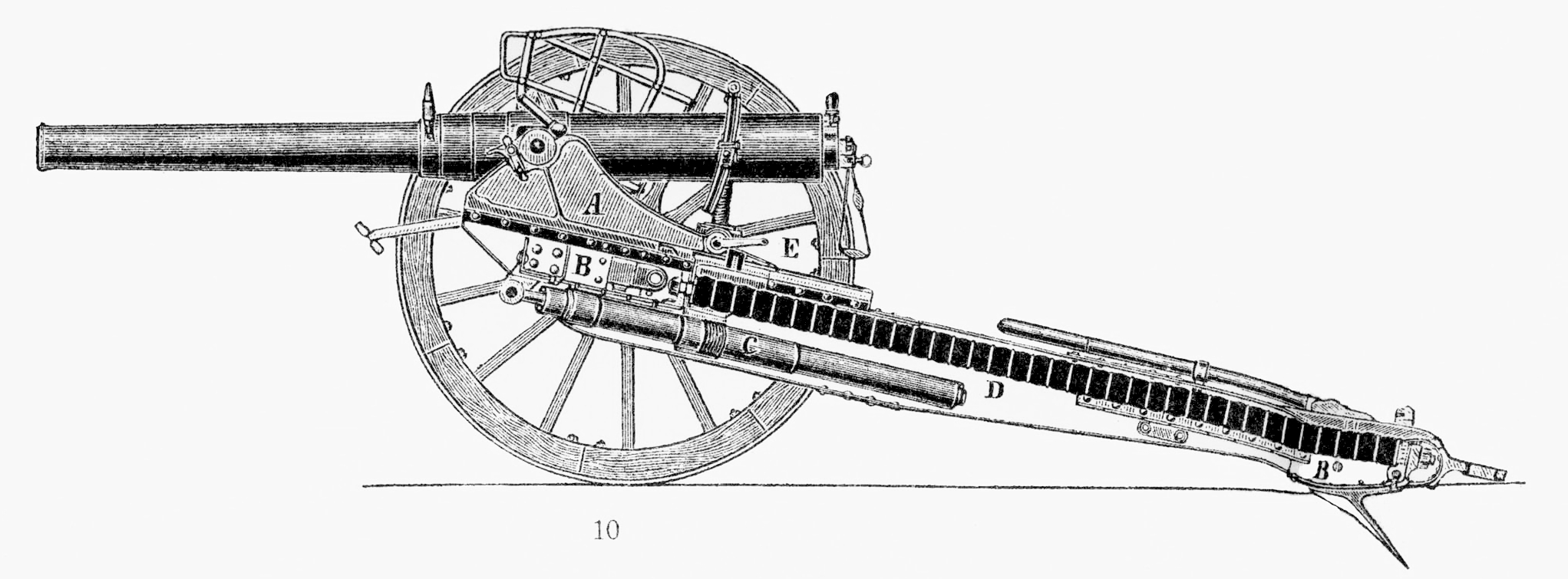
Лафет (фиг. 10), 3-дм (76-мм) полевая скорострельная пушка обр. 1900 г.,из статьи «Скорострельные орудия» ЭСБЕ.

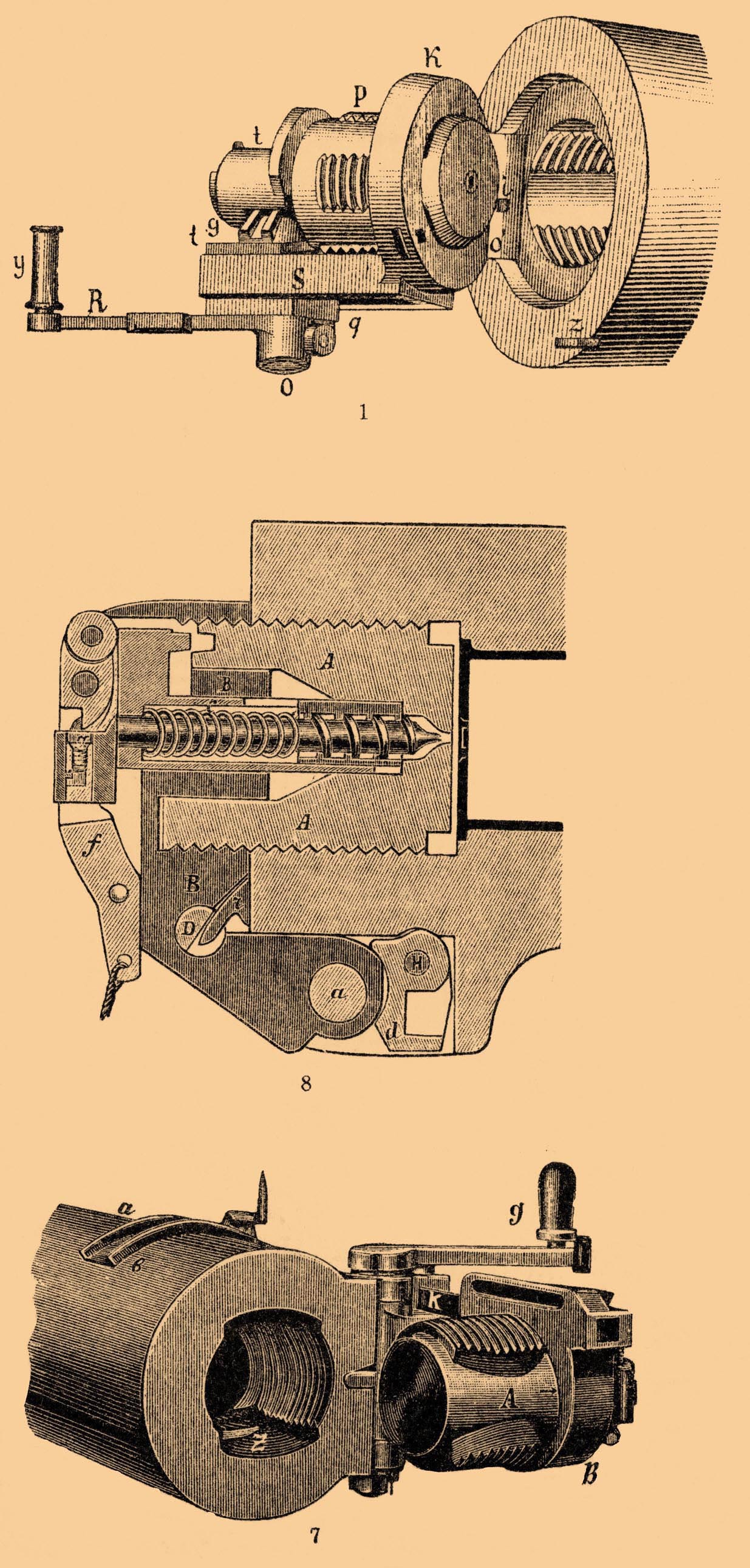
Поршневой затвор 3-дюймовой пушки образца 1900 г. Путиловского завода (фиг. 7 и 8) из статьи «Скорострельные орудия» ЭСБЕ.

3-дм полевая скорострельная пушка обр. 1900 года — русское лёгкое полевое скорострельное артиллерийское орудие калибра 76,2 мм.
Это орудие являлось первой русской полевой пушкой калибра 76,2 миллиметра (3 дюйма или 30 линий).

## История
В декабре 1896 года Главное артиллерийское управление разработало тактико-технические требования к новой трёхдюймовой полевой пушке на замену лёгкой полевой пушке обр. 1877 г., а затем объявило конкурс на её создание. Тактико-технические характеристики к новому орудию были составлены под заметным влиянием французских военных теоретиков и отражали стремление к «единству калибра» и «единству снаряда» для орудия полевой артиллерию (согласно этой концепции, орудие должно было решать все задачи манёвренного боя при одном типе снаряда).
Для участия в конкурсе, инженерами Л. А. Бишлягером, К. М. Соколовским и К. И. Липницким на Путиловском заводе было разработано и построено опытное орудие.
В 1897 — 1898 годах комиссия под руководством генерал-майора Валевачева рассмотрела 11 представленных на конкурс образцов, четыре из которых (Путиловского завода, заводов Круппа, Сен-Шамона, Шнейдера) успешно прошли конкурсные испытания и были направлены на войсковые испытания. 
После окончания испытаний в войсках, в 1900 году орудие было принято на вооружение Русской армии. Также, в 1900 году имело место первое боевое применение этих орудий (батарея которых была применена в ходе подавления боксёрского восстания в Китае).
В ходе эксплуатации в войсках была выявлена необходимость внести усовершенствования в конструкцию лафета орудия. В 1901 — 1902 годах специалистами Путиловского завода был разработан усовершенствованный лафет системы А. П. Энгельгардта, состоявший из двух частей, соединённых упругой связью — салазок, на которых крепился ствол, и основания, образуемого станком и боевой осью колёсного хода. По верху станин станка имелись направляющие, по которым при выстреле скользили салазки, внизу станка находился тормоз отката, шток которого соединялся со станком, а цилиндр — с салазками. Над цилиндром монтировались каучуковые буфера. При выстреле ствол с салазками и цилиндром тормоза отката откатывались назад, при этом часть энергии поглощал тормоз, а остальная сжимала пружины накатника (разжимаясь, те посылали ствол вперёд).
В апреле 1902 года были изготовлены первые 12 штук 3-дм скорострельных пушек образца 1902 года, однако производство орудия образца 1900 года было прекращено только в 1903 году — после того, как орудие образца 1902 года завершило испытания и было официально принято на вооружение 3 марта 1903 года.
Орудие интенсивно использовалось в русско-японской войне 1904-1905 гг., в ходе которой были выявлены некоторые недостатки конструкции: при высокой эффективности огня по открыто расположенной живой силе противника, стрельба шрапнелью оказалась недостаточно эффективна против окопавшейся пехоты. Фугасная граната имела слабое разрушающее действие — достаточное для разрушения проволочных заграждений, но недостаточное для разрушения укреплённых целей. 
К началу Первой мировой войны в крепостях насчитывалось 813 штук трёхдюймовых орудий образца 1900 года. После начала войны, пушки использовали в качестве орудий крепостной и полевой артиллерии, а также в качестве зенитных орудий.
3-дюймовые пушки образца 1900 года оставались основными противоаэропланными пушками русской армии в ходе Первой мировой войны, так как, в отличие от 3-дюймовой пушки образца 1902 года, имели негидравлические противооткатные устройства и жидкость при долгом нахождении в приподнятом положении на массивном деревянном станке для стрельбы по аэропланам не перетекала в нижнюю часть цилиндра отката.
Кроме того, в ходе войны некоторое количество орудий образца 1900 года переделали в укороченные «противоштурмовые» орудия.
В сентябре 1914 года ГАУ были разработаны и переданы в войска «Краткие указания по стрельбе по воздушным целям (аэропланам и дирижаблям)» из 3-дм орудий обр. 1900 и 1902 гг.. В дальнейшем, для используемых в качестве зенитных пушек 3-дм орудий обр. 1900 и 1902 гг. была разработана поворотная рама системы генерала Розенберга.
В конце 1914 года, в связи с нехваткой трёхдюймовых орудий образца 1902 года, на вооружении пехотных дивизий второй очереди их начали заменять трёхдюймовыми орудиями обр. 1900 года (не имевшими щитов) и даже 87-мм орудиями обр. 1895 года.
В конце ноября 1915 года в артиллерийской комиссии особого совещания по обороне был обсуждён накопившийся к тому времени материал о службе 76-мм орудий со времени войны с Японией и норме выбытия орудий из строя из-за расстрела их каналов стволов. Было отмечено, что «при надлежащем обращении и должном уходе, не допуская чрезмерно быстрой стрельбы, 76-мм пушка оказывается выносливой и может выдержать несколько тысяч выстрелов». В 1914 и 1915 годах ремонт 76-мм орудий образца 1900 года предприятия Российской империи не осуществляли, в 1916 году Петроградский орудийный завод отремонтировал 190 шт. 76-мм орудий образца 1900 года. Кроме того, ремонт лафетов к 76-мм орудиям образца 1900 года во время войны осуществляли Петроградский арсенал и Киевский арсенал.
Некоторое количество захваченных немецкой армией на Восточном фронте трофейных русских орудий обр. 1900 года были впоследствии переданы немцами болгарской армии.

## Описание
Пушка образца 1900 года характеризовалась высокими по тому времени боевыми свойствами. Она являлась одним из лучших полевых орудий в мире. На конкурсных испытаниях, проведённых в России в 1898 и 1900 годах 3-дюймовая пушка Путиловского завода показала более высокие результаты стрельбы, чем образцы полевых орудий подобных систем иностранных заводов Круппа, Сен-Шамона, Шнейдера, и заняла первое место.
Все части орудия изготавливались из стали, чем обеспечивалось достаточная прочность системы. Прицельные приспособления пушки состояли из квадранта, угломера, поворотного и подъёмного механизмов. Пушка выстреливала 6,4-кг снаряд с высокой для тех лет дульной скоростью в 590 м/с.

## Государства-эксплуатанты
- Российская Империя[1]
- Болгария[12]
- Советская Россия — орудия использовались РККА во время гражданской войны[13], их также использовали для вооружения ДОТ некоторых укрепрайонов, например Киевского. В результате эти орудия приняли участие в боевых действиях Великой Отечественной войны[14].
- МНР — осенью 1923 года 76-мм пушки обр. 1900 г. имелись на вооружении МНРА[13]
- Финляндия — использовалось под наименованием 76 K 00

## Сохранившиеся экземпляры
- одно орудие является экспонатом финского артиллерийского музея в городе Хямеэнлинна.
- одно орудие установлено в качестве памятника на партизанской стоянке на горе Юки-Тепе в Республика Крым 44°50,812′ N 34°25,931′ E.
- Одно орудие стоит в фойе Северного морского музея город Архангельск.
- Военно-исторический музей артиллерии, инженерных войск и войск связи (Санкт-Петербург)
- Внутренний двор МГТУ им. Н.Э.Баумана
- Музей Тихоокеанского флота (Владивосток)
- Парк адмирала Того (Япония)

## В художественной литературе
- Успешное применение 76-мм пушки образца 1900 года при обороне Севастополя (1941—1942) красочно описал в рассказе «Пушка без мушки» из сборника «Морская душа» русский советский писатель Леонид Соболев.